# Herning Løbeklub
Herning Løbeklub, også kaldt HLK, er en løbeklub i Herning Kommune med udgangspunkt fra Herning Stadion. Klubben blev grundlagt i år 2000. Klubben er ikke særlig stor, men formår stadig at bide skeer med de store i Dansk Atletik
Herning Løbeklub har flere gange repræsenteret Danmark til Europa Cuppen for hold på halvmaraton distancen. Holdet bestod i 2006 af Jesper Faurschou, Søren Palshøj, Jeppe Farsøht, Jens Henrik Jensen, Hans Mygind og Leon Burke. Holdet endte som nr. 5.

## Mesterskaber
Herning Løbeklub har flere nuværende, såvel som tidligere, Danmarksmestre i sin stald.
Søren Palshøj
- Vinder af DM halvmaraton i 2005
- Vinder af DM maraton i 2005
- Vinder af DM Maraton i 2007

Jesper Faurschou: 
- Vinder af DM 10.000 meter bane i 2006
- Vinder af DM Kort cross i 2007
- Vinder af DM 10 km landvej i 2007
- vinder af DM halvmaraton i 2007
- Vinder af DM 5.000 m i 2007
- Vinder af DM 10.000 m i 2007
- Vinder af DM Lang cross i 2008
- Vinder af DM Kort cross i 2008

## Profiler
Af løbere der har klaret klubbens elitekrav: 10 km på under min 33.00 mænd / 37.30 kvinder – eller en tid ligende på anden distance:

### Eliteløbere
- Jesper Faurschou
- Søren Palshøj
- Hans Mygind
- Jens Henrik Jensen
- Bjarne Møller
- Christian Tronier Kapper
- Steen Riis-Petersen
- Stefan Bank Olesen
- Frederik Tronier Kapper
- Rasmus Futterup

## Tidslinje
- 2000 – Herning Løbeklub etableres.
- 2001 – Jesper Faurschou slutter som en samlet nr. 12 ved de Nordiske Mesterskaber 6km cross for U-21.
- 2004 – Søren Palshøj, Jeppe Farsøht, Allan Hagelskjær og Jesper Faurschou var den 2. marts oppe på rådhuset for at modtage Herning Kommunes hæderspris.
- 2004 – Herning løbeklub blev Dansk Mester for hold på maraton-distancen. Holdet bestod af Jeppe Farsøht, Søren Palshøj og Allan Hagelskjær.
- 2004 – Jesper Faurschou deltog ved NM på det danske seniorlandshold i lang cross. Her var han med til at skaffe Danmark sølv. Han blev ligeledes dansk mester på 3000 m forhindring for ungseniorer.
- 2005 – Søren Palshøj vinder DM halvmaraton.
- 2005 – Søren Palshøj vinder DM maraton.
- 2006 – Jesper Faurschou bliver dansk mester på 10.000 meter bane.
- 2006 – Herning Løbeklub vinder det danske mesterskab for hold på halvmaratondistancen.
- 2006 – Herning Løbeklub bliver en samlet nr. 5 til Europa Cup for klubhold i Portugal.
- 2007 – Jesper Faurschou vinder DM 5000 m.
- 2007 – Jesper Faurschou vinder DM 10.000 m.
- 2007 – Jesper Faurschou vinder DM 10 km landevej.
- 2007 – Jesper Faurschou vinder DM halvmaraton.
- 2008 – Jesper Faurschou vinder DM halvmaraton.
- 2008 – Jesper Faurschou vinder DM 10.000 m.
- 2009 – Jesper Faurschou vinder DM 10 km landevej.
- 2009 – Jesper Faurschou vinder Vinterturneringen.
- 2011 – Christian Tronier Kapper vinder DM sølv maraton.
- 2012 – Jesper Faurschou kvalificerer sig til OL maraton.